# Görgeteg
Görgeteg là một thị trấn thuộc hạt Somogy, Hungary. Thị trấn này có diện tích 33,5 km², dân số năm 2010 là 1169 người, mật độ 35 người/km².